# Río Medellín
Pour les articles homonymes, voir Medellín (homonymie).
Le Río Medellín, également appelé Río Porce, est un cours d'eau colombien du bassin du Río Magdalena qui traverse la ville de Medellín et un affluent du Río Nechi.

## Description
Il prend sa source à 3 100 mètres d'altitude dans l'Alto de San Miguel, dans la municipalité de Caldas, au sud de Valle de Aburrá, et 100 kilomètres plus loin, sous le nom de Río Porce, il se jette dans le Río Nechi. Il est également appelé Río Aburrá.